# Arab Nations Cup 2009 (kwalificatie)
De kwalificatie voor de Arab Nations Cup 2009 wordt gehouden tussen de Arabische landen die zijn aangesloten bij de UAFA. De kwalificatie begon in december 2006.

## Deelnemende teams
- 22 Arabische teams zullen deelnemen aan de kwalificatieronde.
- De plaatsing was gebaseerd op de FIFA ranking.
- de top 14 van de FIFA Ranking kregen een bye van de eerste kwalificatieronde en startten in de tweede kwalificatieronde .
- De laatste 8 teams in de FIFA ranking beginnen in de eerste kwalificatieronde.

| Top 14 (Bye naar de tweede kwalificatieronde) - Algerije - Bahrein - Egypte - Irak - Jordanië - Koeweit - Libië - Marokko - Oman - Qatar - Saoedi-Arabië - Syrië - Tunesië - Verenigde Arabische Emiraten |  | Laatste 8 (Eerste kwalificatieronde) - Comoren - Djibouti - Libanon - Mauritanië - Palestina - Somalië - Soedan - Jemen |

De teams zijn gesorteerd op alfabetische volgorde

## Eerste kwalificatieronde
- De eerste kwalificatieronde wordt gespeeld door de acht teams die het laagst geklasseerd zijn in de FIFA Ranking. De acht teams worden verdeeld in twee groepen van vier teams en de groepswinnaar plaatst zich voor de tweede kwalificatieronde.

- Libanon kwalificeerde zich als beste nummer twee door de terugtrekking van  Qatar (Qatar zou een bye hebben gekregen naar de tweede kwalificatieronde).
- Palestina trok zich terug omdat ze problemen hadden om te reizen naar Israël en Jemen.

### Groep 1
| Team      | Gsp            | W              | G              | V              | DV             | DT             | DS             | Pnt.           |
| --------- | -------------- | -------------- | -------------- | -------------- | -------------- | -------------- | -------------- | -------------- |
| Jemen     | 2              | 2              | 0              | 0              | 6              | 1              | +5             | 6              |
| Comoren   | 2              | 1              | 0              | 1              | 4              | 4              | 0              | 3              |
| Djibouti  | 2              | 0              | 0              | 2              | 3              | 8              | –5             | 0              |
| Palestina | Teruggetrokken | Teruggetrokken | Teruggetrokken | Teruggetrokken | Teruggetrokken | Teruggetrokken | Teruggetrokken | Teruggetrokken |

|                  |                           |       |         |              |
| 14 december 2006 | Jemen                     | 2 – 0 | Comoren | Sanaa, Jemen |
| 14 december 2006 | Nashwan Al Haggam 73' 90' |       |         | Sanaa, Jemen |

|                  |                                              |       |                                                          |              |
| 17 december 2006 | Djibouti                                     | 2 – 4 | Comoren                                                  | Sanaa, Jemen |
| 17 december 2006 | Khaliff Hassan 43' Abdul Rahman Okishi 90+2' |       | Meknesh Bi Daoud 5' Ahmad Seif 33' 75' Mohammad Moni 89' | Sanaa, Jemen |

|                  |                                                                                          |       |                        |             |
| 20 december 2006 | Jemen                                                                                    | 4 – 1 | Djibouti               | Sanaa Jemen |
| 20 december 2006 | Alaa Al Sassi 9' Ousam Al Sahhed Nasser 48' Fekri Al Hubaishi 52' Mohammed Al Tahoos 85' |       | Abdul Rahman Okishi 7' | Sanaa Jemen |

### Groep 2
| Team       | Pld | W | D | L | GF | GA | GD  | Pts |
| ---------- | --- | - | - | - | -- | -- | --- | --- |
| Soedan     | 3   | 2 | 1 | 0 | 8  | 1  | +7  | 7   |
| Libanon    | 3   | 1 | 2 | 0 | 4  | 0  | +4  | 5   |
| Mauritanië | 3   | 1 | 1 | 1 | 8  | 4  | +4  | 4   |
| Somalië    | 3   | 0 | 0 | 3 | 3  | 18 | –15 | 0   |

|                  |         |       |            |                                                      |
| 21 december 2006 | Libanon | 0 – 0 | Mauritanië | Camille Chamoun Sports City Stadium Beiroet, Libanon |
| 21 december 2006 |         |       |            | Camille Chamoun Sports City Stadium Beiroet, Libanon |

|                  | |       |                          |                                           |
| 21 december 2006 | Soedan | 6 – 1 | Somalië                  | Beirut Municipal Stadium Beiroet, Libanon |
| 21 december 2006 | Muhannad Al Tahir 8' Mohamed Ali Al Khedr 16', 18' Haitham Mustafa 21' (pen.) Faisal Agab 30' Gemi Natali 55' |       | Mohammed Abdulaziz 90+3' | Beirut Municipal Stadium Beiroet, Libanon |

|                  |                                                             |       |         |                                                      |
| 24 december 2006 | Libanon                                                     | 4 – 0 | Somalië | Camille Chamoun Sports City Stadium Beiroet, Libanon |
| 24 december 2006 | Mohammed Ghaddar 4' 28' Ali Nasseredine 72' Paul Rustom 83' |       |         | Camille Chamoun Sports City Stadium Beiroet, Libanon |

|                  |            |                                   |        |                                           |
| 24 december 2006 | Mauritanië | 0 – 2                             | Soedan | Beirut Municipal Stadium Beiroet, Libanon |
| 24 december 2006 |            | Faisal Agab 3' Haytham Tambal 90' |        | Beirut Municipal Stadium Beiroet, Libanon |

|                  |                       |       | |                                           |
| 27 december 2006 | Somalië               | 2 – 8 | Mauritanië | Beirut Municipal Stadium Beiroet, Libanon |
| 27 december 2006 | Abdulaziz Ali 26' 67' |       | Sidibe Mohamed 4' (pen.) 24' Corville Pascal Dominique 14', 27' (pen.) Alioune Ndiaye 30' 43' Katri Khuro 75' 88' | Beirut Municipal Stadium Beiroet, Libanon |

|                  |         |       |        |                                                      |
| 27 december 2006 | Libanon | 0 – 0 | Soedan | Camille Chamoun Sports City Stadium Beiroet, Libanon |
| 27 december 2006 |         |       |        | Camille Chamoun Sports City Stadium Beiroet, Libanon |

## Tweede kwalificatieronde
- Aan de tweede kwalificatieronde zullen 16 teams deelnemen. De veertien teams die een hogere FIFA Ranking hebben kregen een bye in de eerste kwalificatieronde en zullen beginnen in de tweede kwalificatieronde. Deze teams worden samen met de twee groepswinnaars uit de eerste kwalificatieronde verdeeld in vier groepen van vier teams. Uit elke groep zullen de groepswinnaar en de nummer twee zich plaatsen voor het eindtoernooi.

- Qatar trok zich terug en  Libanon kwalificeerde zich als beste nummer 2.

Regio West-Azië 
- Irak
- Jordanië
- Libanon
- Syrië

Golf Regio
- Bahrein
- Koeweit
- Oman
- Verenigde Arabische Emiraten

Regio Noord-Afrika
- Algerije
- Libië
- Marokko
- Tunesië

Regio Rode zee 
- Egypte
- Soedan
- Saoedi-Arabië
- Jemen